# Léal Souvenir
Léal Souvenir eller Porträtt av en man är en oljemålning av den flamländske konstnären Jan van Eyck. Den är målad 1432 och ingår sedan 1857 i samlingarna på National Gallery i London. 
Detta lilla porträtt är förbryllande på många sätt. Den porträtterades identitet är okänd, liksom anledningen till att han håller en pappersrulle i höger hand. Målningens höga, smala form är ovanlig och det finns märkliga inskriptioner inristade i det stora, spruckna stenräcket som löper tvärs över bildens nederdel.
Längst ner finns van Eycks signatur på latin och dateringen den 10 oktober 1432. Ovanför står med stora versaler van Eycks enda kända franska inskription: LEAL SOVVENIR (’lojal hågkomst’). Överst finns en liten latinsk inskription skriven med grekiska bokstäver: TUM OTHEOS (’då Gud’). Vad detta betyder är oklart. Få konstvetare tror på teorin om att det syftar på mansnamnet Timotheos eftersom det inte användes vid tidpunkten. Det är möjligt att den porträtterade var avliden vid målningens färdigställande och att det spruckna stenräcket anspelar på människans dödlighet.
Jan van Eycks porträttmålningar tillhör de äldsta kända realistiskt utförda porträtten. På samma sätt som i porträttet av hustrun har konstnären lekt med proportionerna och förstorat ansiktet i förhållande till axlar och kropp för att dra betraktarens uppmärksamhet dit. Mannens mörkgröna huvudbonad är en chaperon, ett modeplagg på 1400-talet som även förekommer i van Eycks förmodade självporträtt, också utställt på National Gallery. Han bär en röd houppelande, en långärmad vid rock, som har en liten pälskrage. 